# Shachar Ruberg
Shachar Ruberg (* 22. Juli 1994) ist ein israelischer Snookerspieler, der sechsmal die israelische Snooker-Meisterschaft sowie 2018 die Europameisterschaft im Six-Red-Snooker gewann. Zudem arbeitet er als Billardtrainer.

## Karriere
Zwischen 2007 und 2015 nahm Ruberg regelmäßig an internationalen Juniorenmeisterschaften teil, wobei sein bestes Ergebnis eine Viertelfinalteilnahme bei der U21-Europameisterschaft 2015 war. Ab 2009 nahm er zusätzlich auch an den internationalen Haupt-Wettbewerben teil, wobei er bei der Europameisterschaft 2014 ebenfalls ein Viertelfinale erreichte. Weitere Turnierteilnahmen führten ihn 2007 zu den Swiss Open, auf die World Series of Snooker 2008/09 und 2010 zum EBSA International Play-Off. Sein bis dahin wichtigstes Ergebnis erzielte er aber 2013, als er erstmals die israelische Snooker-Meisterschaft gewann. Im Jahr zuvor wurde Ruberg mit dem israelischen Team auch Zweiter bei der Team-Europameisterschaft. Zwischen 2007 und 2016 nahm Ruberg zudem auch an einigen Turnieren teil, die mit der Snooker Main Tour in Verbindung standen. Darunter waren zwei Ausgaben der 6-Red World Championship, mehrere Turniere der Players Tour Championship und verschiedene Events der Q School. Bei der 6-Red World Championship 2014 gelangen ihm dabei Siege über Robert Milkins und Ex-Weltmeister Graeme Dott und damit eine Achtelfinalteilnahme, während er bei einem Event der Q School 2015 bereits das Halbfinale seiner Gruppe erreichte, dann aber doch noch Rhys Clark unterlag. Clark qualifizierte sich mit einem Sieg im nächsten Spiel für die Profitour.
In den folgenden Jahren konnte Ruberg weitere Erfolge feiern. 2016 unterlag er Darren Morgan im Finale des European Snooker Open, 2019 schied er beim gleichen Turnier im Halbfinale aus, ebenso auch bei der Europameisterschaft. Zuvor hatte er 2018 die Europameisterschaft im Six-Red-Snooker gewinnen können. Nur bei Profiturnieren konnte Ruberg kaum Erfolge verbuchen, mit Ausnahme als Teil des israelischen Teams beim World Cup 2017 und beim World Cup 2019. Nach der Covid-19-Pandemie konnte er an seine Erfolge bei internationalen Turnieren anknüpfen und war 2022 Finalist der Wels Open, eines österreichischen Amateurturnieres, und 2023 Viertelfinalist der Europameisterschaft. Im weiteren Verlauf des Jahres erreichte er das Halbfinale bei der Six-Red- sowie das Finale der Shoot-Out- und Team-Europameisterschaften.
Selbst vom irischen Coach PJ Nolan trainiert, ist Ruberg ein von der European Billiards and Snooker Association zertifizierter Trainer.

## Erfolge (Auswahl)
Einzel
| Ausgang         | Jahr | Turnier                                    | Finalgegner    | Ergebnis |
| --------------- | ---- | ------------------------------------------ | -------------- | -------- |
| Amateurturniere |      |                                            |                |          |
| Zweiter         | 2012 | Israelische Snooker-Meisterschaft          | Roey Fernandez | 0:4      |
| Sieger          | 2013 | Israelische Snooker-Meisterschaft          | David Vaitzman | 6:5      |
| Sieger          | 2014 | Israelische Snooker-Meisterschaft          | Roey Fernandez | 5:1      |
| Zweiter         | 2016 | European Snooker Open                      | Darren Morgan  | 1:4      |
| Sieger          | 2016 | Israelische Snooker-Meisterschaft          | Mor Mezrhei    | 5:3      |
| Sieger          | 2018 | EBSA-6-Red-Snooker-Europameisterschaft     | Gary Thomson   | 5:1      |
| Zweiter         | 2018 | Israelische Snooker-Meisterschaft          | David Vaitzman | 4:5      |
| Sieger          | 2019 | Israelische Snooker-Meisterschaft          | David Vaitzman | 5:1      |
| Zweiter         | 2021 | Israelische Snooker-Meisterschaft          | Mor Mezrhei    | 4:5      |
| Zweiter         | 2022 | Israelische Snooker-Meisterschaft          | Maor Shalom    | 2:4      |
| Sieger          | 2023 | Israelische Snooker-Meisterschaft          | Shay Arama     | 5:0      |
| Sieger          | 2024 | Israelische Snooker-Meisterschaft          | Mor Mezrhei    | 5:1      |
| Zweiter         | 2023 | EBSA-Snooker-Shoot-Out-Europameisterschaft | Julian Bojko   | 33:44 1  |

Mannschaft
| Ausgang | Jahr | Turnier                         | Teampartner                   | Gegner im Finale                        | Endstand |
| ------- | ---- | ------------------------------- | ----------------------------- | --------------------------------------- | -------- |
| Zweiter | 2012 | EBSA European Team Championship | David Vaitzman Roey Fernandez | Michael Wild Robbie Williams Steve Judd | 1:2      |
| Zweiter | 2023 | EBSA European Team Championship | Eden Sharav                   | Mateusz Baranowski Antoni Kowalski      | 4:5      |